# Alexis (historietista)
Alexis (nacido bajo el verdadero nombre de Dominique Vallet el 18 de septiembre de 1946 en Boulogne-Billancourt y fallecido el 7 de septiembre de 1977) fue un dibujante de cómics francés.

## Biografía

### Inicios
Después de haber obtenido el bachillerato francés, Alexis se dedicó de lleno a la ilustración y al dibujo humorístico. Sus primeras publicaciones tuvieron lugar en Planète y en revistas de artes marciales. De 1966 a 1968, produjo dibujos humorísticos para la revista de adultos Lui.
El 10 de octubre de 1968 se integró en Pilote, que entonces era la única publicación de historietas no consagrada enteramente a los niños. En los primeros tiempos, esencialmente colaboró en la sección de Actualités y con páginas de relleno (historias cortas, ilustraciones o gags).
Su talento pronto llamó la atención y, ya en 1969, Fred Othon Aristidès lo llamó para dibujar su nueva serie, Time is money, que constó de cinco episodios hasta 1973. El realismo nervioso y el fino trazo de Alexis adquirieron entonces cierta notoriedad, gracias a sus historias poético-humorísticas de viajeros en el tiempo. 
Al año siguiente (1974), entabló una estrecha colaboración con Gotlib, quien le pidió ilustre varias parodias de grandes obras cinematográficas o literarias. Las siete historias realizadas son luego editadas bajo el título Cinémastock en 1974 y 1975, y son los dos primeros álbumes del autor. Gotlib luego hace de Alexis uno de sus pilares en Fluide Glacial, haciéndole ilustrar además Le publicité dans la joie, sátira de la publicidad y de la sociedad de consumo, cuya primera publicación tuvo lugar en L'Écho des savanes, aunque también le dejó expresar su talento de guionista en diversas historias cortas, editadas en álbum por AUDIE en 1975 bajo el título Fantaisies solitaires.

### Reconocimiento y muerte
En el mismo año de 1975, Alexis ensayó la ciencia ficción con el título Les aventures d'Yrris en Métal hurlant, con ilustraciones de Philippe Druillet. La tentativa no tuvo continuación, y Alexis prefirió entonces involucrarse con westerns como Al Crane. La serie, con guion de Gérard Lauzier, presenta una caricatura del vaquero, masacrando indios y despreciando a las mujeres. La docena de episodios publicados en Pilote Mensuel en 1976 y 1977, tuvieron cierto éxito.
En la misma época, asumió a partir de enero de 1977 (Fluide Glacial n° 8) la reanudación de Superdupont, serie iniciada por Gotlib y Jacques Lob en Pilote. Esta serie pone en escena un justiciero tradicionalista afrancesado, que lucha contra las naciones extranjeras celosas de Francia (o sea lo que podría llamarse la « anti-Francia ») y que fue una de las "joyas" de Fluide Glacial. Jacques Lob, que apreciaba enormemente el trabajo de Alexis, le propuso el guion de una serie de ciencia ficción apocalíptica, Le Transperceneige. Alexis, que venía de publicar ocho álbumes en tres años, número importante para la época, empieza a ser considerado como uno de los más grandes valores de la historieta francófona.
El 7 de septiembre de 1977, poco antes de su cumpleaños número treinta y uno, cuando estaba encarando la decimoséptima plancha de Transperceneige y cuando trazaba sus últimas viñetas de La croisade de Superdupont, Alexis murió de un aneurisma. L'histoire de Lob entonces es retomada por Jean-Marc Rochette, mientras que Gotlib, completamente conmovido, termina la historia de Superdupont, publicada en el decimoséptimo número de Fluide Glacial. Para resaltar la pérdida que significaba la muerte de Alexis, Gotlib y Jacques Diament modificaron la cabecera de dicha publicación con el título « Directeur de conscience », que mantiene hasta hoy en día.

## Legado e importancia
Sin duda Alexis fue uno de los grandes historietistas francófonos, muy querido y apreciado entre sus colegas y sus compañeros de trabajo, aunque también polémico. Parece ser que el 18 de octubre de 1975, con ocasión de la convención de la BD, Alexis pronunció la siguiente aseveración polémica frente a las cámaras del canal Antenne 2: « À mon avis, la bande dessinée est un mode d'expression graphique incluant le verbe dans l'image, et je ne mâche pas mes mots ». Sus colegas de Fluide glacial no pararon luego de recordarle con ironía esta florida declaración sobre el noveno arte.

## Obras

### Álbumes
- Timoléon (dibujo), con Fred Othon Aristidès (guion), Dargaud (Vents d'Ouest desde 1992):

1. Timoléon, 1974.Los dos tomos de abajo, los de Cinémastock
2. 4 pas dans l'avenir, 1975.
3. Joseph le borgne, 1975.

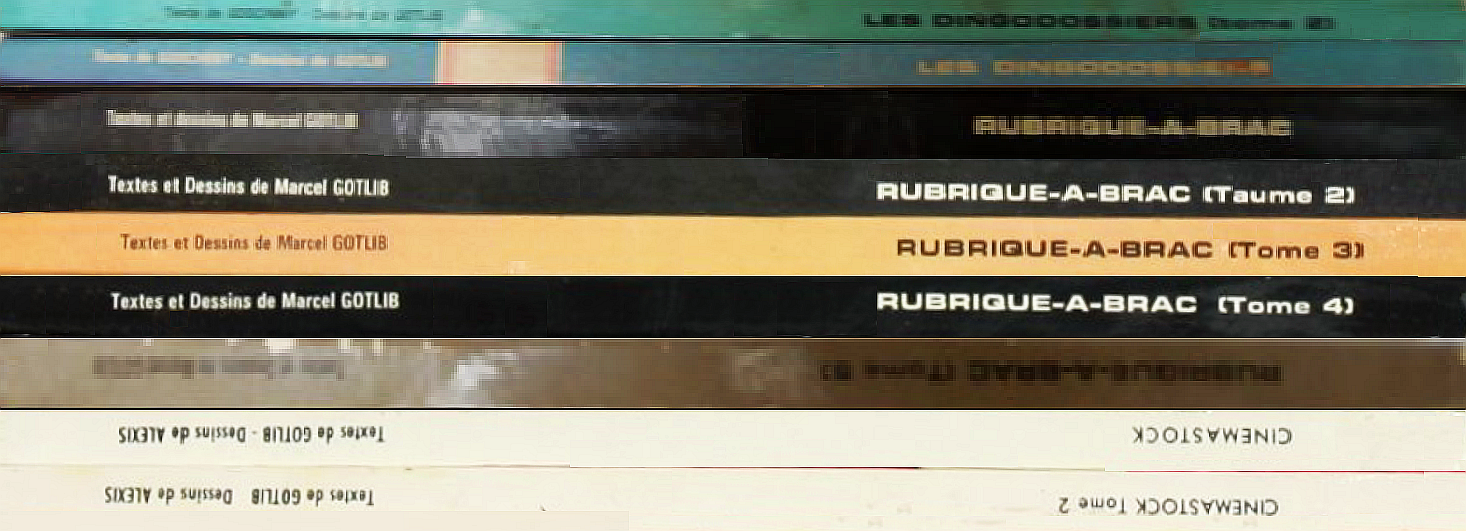
Los dos tomos de abajo, los de Cinémastock

- Cinémastock (dibujo), con Gotlib (guion), Dargaud:

1. Cinémastock, 1974.
2. Cinémastock tome 2, 1975.

- Avatars et coquecigrues, AUDIE, colección « Fluide Glacial », 1975.
- Al Crane (dibujo), con Gérard Lauzier (guion), Dargaud, colección « Pilote » (Vents d'Ouest desde 1992):

1. Les aventures d'Al Crane, 1977.
2. Le retour d'Al Crane, 1978.

- Superdupont tomo 1: Superdupont (dibujo), con Jacques Lob y Gotlib (guion), AUDIE, colección « Fluide Glacial », 1977.
- Et patati et patata, Dargaud, colección « Pilote », 1978.
- Fantaisies Solitaires, AUDIE, colección « Fluide Glacial », 1978.
- Dans la joie jusqu'au cou, con Gotlib (guion), AUDIE, colección « Fluide Glacial », 1979.
- Opération tiercé (dibujo), con Lob (guion), en Superdupont tomo 4: Oui nide iou, AUDIE, colección « Fluide Glacial », 1983.
- La croisade de Superdupont (dibujo), con Gotlib (guion[5]), en Superdupont tomo 5: Les âmes noires, AUDIE, colección « Fluide Glacial », 1995.

### En revistas
- Récits d'actualité (dibujos), con Alexis, Gébé, René Goscinny, Lob, Nikita Mandryka, Stierer, Fred, Loro, Jean-Marie Pélaprat, Jean-Marc Reiser, Guy Vidal, Guy Mouminoux, Claire Bretécher, Jean Chakir, Serge de Beketch, Patrice Leconte, Jean-Claude Mézières (guion), en Pilote n°466 a 602, 1968-1971.
- Plusieurs récits courts,[6] dibujos e ilustraciones, en Pilote, n°470, 1968.
- Timoléon (dibujo), con Fred (guion), cinco relatos a seguir en Pilote n°525 a 666, 1969-1973.
- Siete historias retomadas bajo el título Cinémastock (dibujo), con Gotlib (guion), en n°580 de Pilote Mensuel, 1970-1074.
- Limpidol (dibujo), con Gotlib (guion), en L'Écho des savanes, n°10, 1974.
- Les aventures d’Yrris (dibujo), con Philippe Druillet (guion), en Métal Hurlant N°3-4, 1975.
- La publicité dans la joie (dibujo), con Gotlib (guion), en Fluide glacial n°1 a 5, 1975-1976.
- Varios relatos cortos,[7] chistes gráficos (gags), dibujos, ilustraciones en Fluide Glacial n°1 a 27, 1975-1979.
- Vengeance, cuatro páginas en Métal Hurlant n°5, 1976.
- Al Crane (dibujo), con Gérard Lauzier (guion), en Pilote Mensuel n°25 bis a 41, 1976-1977.
- Superdupont (dibujo), con Gotlib y/o Lob (guion), en Fluide Glacial n.º 8 a 17, 1977.
- Ilustración de tres cuentos de Yvan Delporte en Le journal de Spirou, 1977.

## Críticas
- Schroeder - Fanzine de la Bande Dessinée n°3, 1973: dosier n°19 páginas Alexis
- Schtroumpf - Les Cahiers de la Bande Dessinée n°38, 1978 : dosier Alexis